# Redford (Michigan)
Redford é uma municipalidade localizada no estado americano do Michigan, no Condado de Wayne.

## Demografia
Segundo o censo americano de 2000, a sua população era de 51.622 habitantes.

## Geografia
De acordo com o United States Census Bureau tem uma área de 29,1 km², dos quais 29,1 km² cobertos por terra e 0,0 km² cobertos por água. Redford localiza-se a aproximadamente 197 m acima do nível do mar.

## Localidades na vizinhança
O diagrama seguinte representa as localidades num raio de 12 km ao redor de Redford.